# Selbststudium-Universität Hunan
Die Selbststudium-Universität Hunan (chinesisch 湖南自修大学, Pinyin Hunan zixiu daxue, englisch Hunan Self-study University) war eine von Mao Zedong (1893–1976), He Shuheng (1876–1935) und anderen im Jahr 1921 in der Stadt Changsha in der chinesischen Provinz Hunan gegründete Universität. Sie bestand von August 1921 bis November 1923. Die alte Stätte der Selbststudium-Universität in der Straße Zhongshan Lu 6 in Changsha ist heute ein Museum.